# پسابیش‌قطبیدگی

نمودار یک رکورد الکتروفیزیولوژی یک پتانسیل عمل. در این نمودار مراحل مختلفی که به عنوان شکل موج‌های ولتاژ از یک نقطه غشای سلول می‌گذرد نمایش داده شده‌است. پسابیشقطبیدگی از جمله فرایندهایی است که در دوره مقاومتی مشارکت دارد

پسابیشقطبیدگی (به انگلیسی: Afterhyperpolarization)، که با نام AHP شناخته می‌شود، عبارتست از مرحله بیشقطبیدگی پتانسیل عمل یک سلول عصبی در حالی که پتانسیل غشای سلول کمتر از پتانسیل استراحت سلول گردد. عموماً به این مرحله، مرحله پتانسیل عمل زیرزن نیز گفته می‌شود.

## سازوکار

### دریچه‌های مؤثر
اگر سلول به حالت آتش پتانسیل عمل برود، سه دریچه در پسابیشقطبیدگی تأثیر خواهند گذاشت:
- دریچه‌های یون سدیم
- دریچه‌های یون پتاسیم
- دریچه‌های یون کلسیم

### انواع دریچه‌های یون پتاسیم
- دریچه‌ها کوچکتر و کندکارتر که با یون کلسیم فعال می‌شوند.
- دریچه‌ها بزرگتر و تندکارتر

### کارکرد دریچه‌های کلسیم
در هنگام پتانسیل عمل، این دریچه‌ها باز می‌شوند تا کلسیم را به داخل سلول بریزند. دریچه‌های پتاسیمی کندکار با یون کلسیمی فعال می‌شوند. اگر پتانسیل غشاء بیشتر منفی شود، این نوع دریچه‌ها هستند که بیشتر جریان پتاسیمی را عبور می‌دهند.

### کارکرد دریچه‌های پتاسیم
طی پتانسیل‌های عمل مفرد، قطبیدگی گذرای غشاء، دریچه‌های یون پتاسیم حساس به ولتاژ را بیشتر از حالتی که در حالت استراحت هستند باز می‌کند، که بیشتر این دریچه‌ها پس از آن که غشاء به ولتاژ استراحت خود می‌رسد سریعاً بسته نمی‌شوند. این موضوع باعث زیرزنی پتانسیل غشاء به مقادیری می‌شود که بیشقطبیده تر از پتانسیل اصلی استراحت سلول می‌شود.
تراوایی یون پتاسیم غشاء به‌صورت گذرا و زیاد است، به نحوی که ولتاژ غشاء را به ولتاژ نرنست پتاسیم (حدود منفی ۸۵ میلی ولت) نزدیکتر می‌کند؛ بنابراین، پسابیشقطبیدگی تا زمانی که تراوایی پتاسیم غشاء به مقدار عادی خود برگردد ادامه می‌یابد.

## اثرات
حالت پسابیشقطبیدگی می‌تواند پس از یک حالت قطبشزدایی ادامه یابد و بنابراین می‌تواند مرحله نوسان زیرآستانه پتانسیل غشاء را آغاز کند. این سازوکار برای مداومت قطار ضربه این سلول‌ها در یک مرحله معین از حلقه تتا مهم است. به علاوه، این سازوکار برای ثبت داده جدید توسط لُبّ موقت میانی مغز مشارکت دارد.